# Apocolocyntosis

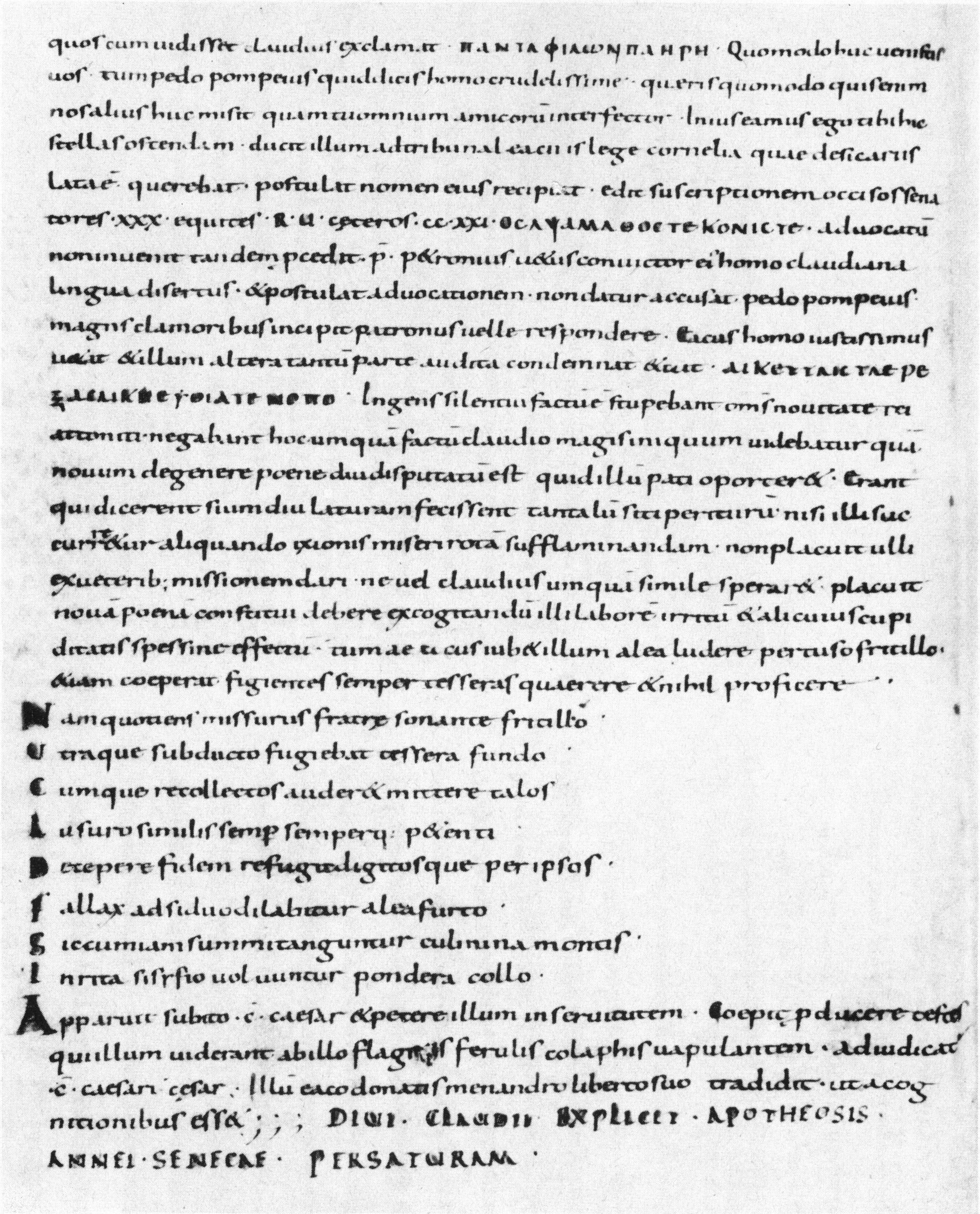
Die Apocolocyntosis in der Handschrift St. Gallen, Stiftsbibliothek, 569, Seite 251 (9. Jahrhundert)

Die Apocolocyntosis (nach dem griechischen Neologismus Ἀποκολοκύντωσις, in etwa „Verwandlung in einen Kürbis bzw. eine Koloquinte, Verkürbissung“ von κολοκύνθη, attisch κολοκύντη „Flaschenkürbis“) ist eine wahrscheinlich Ende des Jahres 54 n. Chr. von Seneca verfasste Satire auf den kurz zuvor verstorbenen römischen Kaiser Claudius. Der Werktitel parodiert den aus dem Griechischen stammenden und auch im Lateinischen gebräuchlichen Begriff apotheosis für die Vergöttlichung eines Verstorbenen. Formal ist die Apocolocyntosis durch ihre Mischung von Prosa und lyrischen Partien der menippeischen Satire zuzurechnen.
Sofern die herkömmlichen Angaben zu Verfasser und Entstehungskontext zutreffen, wirft der Text ein bezeichnendes Bild auf die Verhältnisse im frühen Prinzipat: Seneca, der sich damals bei Hof aufhielt, muss angenommen haben, mit der Verspottung des Claudius das Wohlgefallen des neuen Kaisers Nero zu erregen, obwohl dieser erst kurz zuvor die Vergöttlichung seines Vorgängers angeordnet hatte.

## Überlieferung und Titel
Die beste heute vorliegende Handschrift des Textes ist der Codex Sangallensis 569, das Stück wird darin unter dem Titel Apotheosis Annæi Senecæ per saturam geführt. In den anderen, aber weitaus schlechteren Textzeugen, wird die Satire schlicht als Ludus de morte Claudii Neronis (oder ähnlich) bezeichnet, dort wird überhaupt kein Autor genannt. Der Name Apocolocyntosis ist erst um das Jahr 200 n. Chr. bei dem Geschichtsschreiber Cassius Dio überliefert, auf dessen Angabe sich auch die Zuschreibung an Seneca den Jüngeren gründet. Diese These ist in jüngster Zeit aber teils bestritten worden.
Das Bild der Verwandlung in einen Kürbis sollte Claudius postum der Lächerlichkeit preisgeben und seine Apotheose persiflieren. Dass der Kürbis in der Antike als Symbol der Dummheit galt (im Sinne von „Hohlkopf“), wird zwar immer wieder behauptet, ist jedoch alles andere als sicher.

## Handlung
Die Handlung spielt sich am Todestag des Claudius ab (also am 13. Oktober 54 n. Chr.).

### 1. Kapitel
Zunächst stellt der Autor sich als Historiograph dar, der darüber schreiben möchte, was am 13. Oktober 54 n. Chr. im Himmel geschehen sei. Er führt auch einen Gewährsmann für seine Informationen an, obwohl er der Meinung ist, dass dies für einen Geschichtsschreiber nicht nötig sei.

### 2. Kapitel
In epischen Hexametern nennt Seneca das Datum des Todestages. Er erkennt jedoch, dass es in Prosa besser verständlich ist, nennt also Tag und ungefähre Uhrzeit (die er dann auf einen gedachten Einwand des Lesers auch noch in Hexameter fasst).

### 3. Kapitel
Hier beginnt die eigentliche Handlung. Claudius liegt im Sterben; Mercurius begibt sich zu den Parzen und bittet sie, dem langen Leiden des Claudius doch nun ein Ende zu setzen. Diese wenden ein, dass sie ihn eigentlich noch ein wenig am Leben lassen wollten, willigten dann jedoch ein.

### 4. Kapitel
Wiederum in Hexametern beschreibt Seneca kurz, wie Claudius’ Lebensfaden abgeschnitten wird, um dann in den folgenden 30 Versen ein Loblied auf dessen Nachfolger Nero anzustimmen. Weiterhin legt er Claudius als letzte Worte den Satz „Vae me, puto, concacavi me!“ („Oh weh, ich glaube, ich habe mich angeschissen!“) in den Mund.

### 5. Kapitel
Hier beginnt die Beschreibung der Vorgänge im Himmel. Dem Jupiter wird die Ankunft eines Fremden gemeldet. Da keiner ihn verstehen oder erkennen kann, wird Hercules zu ihm geschickt, der ja weitgereist und mit Monstern aller Art vertraut sei. Dieser fragt ihn mit einem Homervers, aus welchem Erdteil er komme, und erhält sogleich Antwort in einem weiteren Homervers, den Claudius zitiert und sich damit als Julier zu erkennen gibt (er gibt an, er komme gerade von Ilion (Troja), der Heimat des Aeneas, des Stammvaters der Julier).

### 6. Kapitel
Hier greift Febris, die Göttin des Fiebers, die ihn bis in den Himmel begleitet hat (Claudius war zeitlebens ein kränklicher Mann), ein und stellt diese Aussage richtig, indem sie erklärt, dass er eigentlich aus Lyon stamme. Daraufhin will Claudius sie abführen und töten lassen, doch natürlich hat er im Himmel keine Befehlsgewalt.

### 7. Kapitel
Daraufhin stellt Hercules ihn streng zur Rede und Claudius sieht ein, dass er nichts zu melden hat. Stattdessen beginnt er nun Hercules zu schmeicheln und versucht, ihn für sich als Fürsprecher bei den anderen Göttern zu gewinnen. Der Text bricht dann ab.
Vermutlicher Inhalt des verlorenen Abschnitts:
Claudius zieht Hercules auf seine Seite. Beide gehen zur Götterversammlung, zu der ihnen Herkules gewaltsam Zutritt verschafft. Der Antrag auf Vergöttlichung des Claudius wird gestellt.

### 8. Kapitel
Ein Gott (vermutlich Apollo) fragt, was Claudius denn für ein Gott werden solle, und behauptet, dass kein Gott einer Apotheose zustimmen werde, nicht einmal Saturn, dessen Fest Claudius das ganze Jahr lang gefeiert habe.

### 9. Kapitel
Jupiter greift ein, stellt die Senatsordnung wieder her, indem er den Privatmann Claudius für die Zeit der Beratung aus dem Gebäude schickt und dann die Diskussion leitet. Zunächst spricht Janus, der sich gegen eine Vergöttlichung ausspricht und zwar nicht nur für Claudius, sondern für alle Menschen. Anschließend setzt sich Dis Pater – auf ein Zeichen des Hercules hin – für Claudius ein. Es wird berichtet, dass die Meinungen nicht einheitlich waren, aber wohl eine Mehrheit für Claudius sich abzeichnete.

### 10. Kapitel
Der vergöttlichte Kaiser Augustus hält eine kunstlose Rede, in der er sich vehement gegen eine Vergöttlichung des Claudius ausspricht.

### 11. Kapitel
Fortsetzung von Augustus’ Rede und Beschluss der Götterversammlung: Claudius wird kein Gott und soll in die Unterwelt einziehen.

### 12. Kapitel
Claudius wird von Mercurius über die Via Sacra zum Eingang der Unterwelt geleitet. Dabei schaut er kurz seiner eigenen Bestattung zu und erfreut sich an einem Trauerlied, dessen spöttischer Sinn ihm wohl völlig entgeht.

### 13. Kapitel
Mercurius und Claudius kommen in der Unterwelt an, wo er von den Vielen, die er hatte hinrichten lassen, erwartet wird. Die freuen sich natürlich, ihn zu sehen (zum einen weil er nun tot ist, zum anderen da auch er kein Gott ist, sondern in der Unterwelt sein Dasein fristen muss), was Claudius als echte Freude versteht und ihn zu dem Ausruf „Πάντα φίλων πλήρη“ („Alles ist voll von Freunden“) veranlasst.

### 14. Kapitel
Claudius wird dem Unterweltsrichter Aeacus vorgestellt. Zunächst findet sich kein Anwalt für ihn, dann aber tritt doch ein Verteidiger (Publius Petronius, ein Zechkumpan) für ihn auf. Der Richter hört jedoch nur die Anklage, nicht die Verteidigung. Es wird über das Strafmaß verhandelt. Schließlich wird Claudius dazu verurteilt, sich zu solch großen Unterweltsbüßern wie Tantalos oder Sisyphos zu gesellen und bis in alle Ewigkeit mit einem Würfelbecher zu würfeln, aus dessen Boden die Würfel immer wieder herausfallen – eine Strafe ähnlich dem Fass der Danaiden.

### 15. Kapitel
Caligula taucht auf und fordert Claudius als Sklaven, als Ausgleich für persönlich erlittene Unbill. Dieser wird ihm prompt zugesprochen, doch dann will der Kaiser ihn selbst nicht haben und verschenkt ihn an Aeacus, der Claudius wiederum an einen Freigelassenen weitergibt. Nun leistet er auf Ewigkeit polizeiliche Kleinarbeit.

## Senecas Umsetzung
Das Stück ist das einzige nahezu vollständig erhaltene Exemplar einer lateinischen menippeischen Satire. Seneca vereint im Stück in besonderem Ausmaß Elemente aus verschiedenen Genres, so zum Beispiel Epos (Götterapparat und Unterweltsfahrt), Tragödie (Auftritt eines Chors) und Komödie (Auftritt des Hercules als Heracles comicus) in parodisierender Weise. Wie in den anderen römischen Satiren des Juvenal und Persius ist auch hier der Zeitbezug ein wichtiges Element.
Über die Dauer des gesamten Stücks finden sich zahlreiche Hinweise auf die Zeit, in der Claudius regiert hat. So enthält das Werk unter anderem Anspielungen auf die Anstellung zahlreicher Winkeladvokaten während Claudius’ Amtszeit und seinen Hang, politische Widersacher hinrichten zu lassen. Seneca nimmt auch, freilich in grotesker Verzerrung, verschiedene schlechte Charaktereigenschaften und Gebrechen des Claudius aufs Korn, zum Beispiel dessen nuschelnde, undeutliche Aussprache, den hinkenden Gang wie auch die Leidenschaft für das Glücksspiel.
Später soll sich Seneca dieser zornigen Polemik, die dem von ihm propagierten Ideal philosophischer Gelassenheit so offenkundig widersprach, geschämt haben, und versuchte angeblich, ihre weitere Verbreitung zu verhindern. Während Historiker wie Ulrich Gotter, die Seneca eher als Machtpolitiker sehen, die Apocolocyntosis oft als Beleg dafür heranziehen, wie skrupellos er sich in den Dienst Neros gestellt habe, haben insbesondere jene Forscher, die ein positives Seneca-Bild vertreten, seit jeher Schwierigkeiten damit gehabt, den Text mit seinem sonstigen philosophischen Werk in Einklang zu bringen. Eine neue Lösung des Problems schlug im Jahr 2016 Niklas Holzberg vor, der die Autorschaft Senecas bestritt und die Apocolocyntosis für ein Werk des 2. oder frühen 3. Jahrhunderts hielt.

## Textausgaben (teilweise mit Übersetzung und/oder Kommentar)
- Renata Roncali: L. Annaei Senecae Apokolokyntōsis. Leipzig 1990, ISBN 3-322-00670-0, Reprint Berlin/New York 2010 ISBN 978-3-11-097534-5 (Bibliotheca Teubneriana)
- Otto Schönberger: Lucius Annaeus Seneca / Apocolocyntosis divi Claudii. Einführung, Text und Kommentar. Königshausen & Neumann, Würzburg 1990, ISBN 3-88479-564-3
- Allan A. Lund: L. Annaeus Seneca Apocolocyntosis divi Claudii. Herausgegeben, übersetzt und kommentiert. Winter, Heidelberg 1994, ISBN 3-8253-0139-7
- Gerhard Binder: L. Annaeus Seneca / Apokolokyntosis: lateinisch-deutsch. Düsseldorf 1999 (Sammlung Tusculum), ISBN 978-3-7608-1716-3